# Tillberga Bandy Västerås
Tillberga Bandy Västerås, TB Västerås, TB, Tillberga Bandy, tidigare Tillberga IK Bandy, är den svenska idrottsklubben Tillberga IK:s bandysektion. Tillberga spelade tidigare i grönvit dress men nuförtiden är hemmadressen svart och röd. Hemmamatcherna spelades tidigare på Rocklunda IP, men sedan säsongen 2007/2008 spelar man dem i hallen ABB Arena. 2006 bytte man namn från TIK (Tillberga idrottsklubb - bandy) till TB Västerås (Tillberga Bandy Västerås).

## Historia
Under 1920-talet började ungdomar i Tillberga spela bandy i större skala. Det var dåligt med isbanor på den tiden i Tillberga och istället användes kärret vid den så kallade "Hästhagen" (Böseberg) samt Sörby och Mälby ängar, vilka vid rätt väderlek var isbelagda. 1931 anlade Tillberga IK den första isbanan i Tillberga, vilken låg vid gamla Hubbovallen. Intresset för bandy i Tillberga började sedan avta, men började öka igen 1957 då Tillberga IK vann Division 4, kommande säsong föll de ur Division 3. 1960 vann Tillberga IK Division 4 samt "Lilla DM".
1962 nådde Tillberga IK för första gången Division 2. 1964 var laget ett av fyra lag som tvångsnedflyttades till Division 3. 1969 återkom Tillberga IK till Division 2. Vid den här tiden började även juniorer och ungdomar att nå framgångar då tre av klubbens juniorer togs ut i länslaget. De var Alf Hellström, Åke Brandt och Roland Bergström. 1971-1972 försökte Tillberga IK starta damlag i bandy, vilket dock inte lyckades. I början av 1970-talet höll Tillberga IK oftast till i Division 2. 1978 var laget återigen nere i Division 4, men därefter började laget åter stiga i seriesystemet. Från 1980 och fram till början av 1990-talet höll laget till i Division 2, och därefter i Division 1. Säsongen 2005/2006, närmare bestämt den 18 februari 2006, kvalificerade sig laget för spel i Allsvenskan, sedan man på tre säsonger gått från division 2 till Allsvenskan.
I Allsvenskan säsongen 2006/2007 hamnade TB på kvalplats och kvalificerade sig genom att vinna den norra kvalgruppen för spel i den då nystartade Elitserien säsongen 2007/2008. Efter två säsonger i Sveriges högsta division fick Tillberga nu spela i den näst högsta igen. Målsättningen var att komma tillbaka till Elitserien direkt, men man slutade på fjärde plats i den norra kvalgruppen till Elitserien och misslyckades med att återvända. Säsongen därpå vann laget grundserien men väl i kvalserien blev det stopp och platsen till elitserien togs av Katrineholm. 
Säsongen 2009/2010 vann Tillberga Bandy norrgruppen i Allsvenskan som i och med segern flyttades upp i Elitserien inför säsongen 2010/2011. Säsongen 2010/2011 slutade man på elfte plats och spelade kvalmatcher mot Örebro SK Bandy och laget lyckades genom två vinster, 3-2 och 6-0, kvalificera sig för spel i Elitserien i bandy 2011/2012. Men säsongen 2011/2012 kom TB sist i Elitserien och flyttades ner till Bandyallsvenskan. Där spelade man under två säsonger innan man åter kvalificerade sig för Elitseriespel till säsongen 2014/2015. Under de fyra säsonger som TB spelade i Elitserien lyckades laget vinna ett derby mot VSK. Säsongen 2018/19 var man åter i Bandyallsvenskan och bestämde sig för att göra en omstart med fokus på unga spelare från de egna leden, från Västerås och från orter kring Västerås.

## Spelare
Spelare som är fostrade i Tillberga som spelat i något svenskt landslag eller gått vidare till andra klubbar i Elitserien
- Stig Sandberg, Svensk Mästare med VSK
- Anders Jacobsson, Svensk mästare med VSK
- Krister Jacobsson, Spelade i VSK
- Robin Andersson, Landslagsman P15, P17 och P19 spelar nu i VSK
- Måns Engström, Landslagsman P15, P17, P19 och P21 spelar nu i VSK
- Emil Juhlén, Landslagsman P21 spelar nu i VSK, har också spelat i AIK
- Kasper Sandgren, Landslagsman P15, P17 och P19 spelar nu I VSK
- Edvin Porswald, Landslagsman P15, P17 och P19
- Figge Nilsson, Landslagsman P15, och P17
- Rasmus Lindqvist, Landslagsman P19
- Rasmus Eriksson, Landslagsman P19
- Oskar Alfredsson, Landslagsman P15 och P17
- Robin Nywertz, Landslagsman P15, P17 och P19
- Gillis Wissing, Landslagman P15